# Best Of (Tokio Hotel)
Best Of è un album di raccolta del gruppo rock tedesco Tokio Hotel, pubblicato nel 2010.

## Tracce

### Versione tedesca
1. Durch den Monsun
2. Der letzte Tag
3. Mädchen aus dem All
4. Übers Ende der Welt
5. Schrei
6. An deiner Seite (Ich bin da)
7. Spring nicht
8. Automatisch
9. Lass uns laufen
10. Geisterfahrer
11. Ich brech aus
12. Für immer jetzt
13. Rette mich
14. 1000 Meere
15. Komm
16. Sonnensystem
17. Humanoid
18. Hurricanes And Suns (Bonus Track)

### Versione inglese
1. Darkside of the Sun
2. Monsoon
3. Hurricanes and Suns
4. Ready, Set, Go!
5. World Behind My Wall
6. Scream
7. Automatic
8. Phantomrider
9. Break Away
10. Final Day
11. Forever Now
12. By Your Side
13. Rescue Me
14. 1000 Oceans
15. Noise
16. Don't Jump
17. Humanoid
18. Madchen Aus Dem All (Bonus Track)

## Formazione
- Bill Kaulitz - voce
- Tom Kaulitz - chitarre
- Georg Listing - basso
- Gustav Schäfer - batteria